# Ludovic Caeymaex
Ludovic Leon Marie Joseph Benoît Caeymaex (Antwerpen, 16 maart 1912 - Ukkel, 21 februari 1997) was een Belgisch magistraat en hoofd van de Staatsveiligheid.

## Levensloop
Caeymaex was een telg uit het geslacht Caeymaex en de zoon van de Antwerpse advocaat Joseph Caeymaex en van Marie-Antoinette François. Hij trouwde in 1942 met de Brusselse Jeanine Orban (1921-2006) en ze hadden drie zoons en een dochter.
Hij werd doctor in de rechten en licentiaat in de politieke en sociale wetenschappen. Na advocaat te zijn geweest stapte hij over naar het parket en klom op tot substituut auditeur-generaal bij het Krijgshof. Hij was ook:
- docent aan de School voor criminologie en wetenschappelijke politie
- voorzitter van het antiterrorisme college
- vicevoorzitter van het Carnegie Hero Fund
- reserve kapitein-commandant van de Cavalerie

Caeymaex nam deel aan de Achttiendaagse Veldtocht. Hij werd in 1958 administrateur-generaal van de Belgische Staatsveiligheid, in opvolging van Robert de Foy, van wie hij de adjunct was. Hij vervulde deze taak tot in 1977 en werd opgevolgd door zijn adjunct, Albert Raes. Vanaf het ontstaan ervan was hij betrokken bij de organisatie van de Stay-behind activiteiten. De Staatsveiligheid had hiervan de leiding voor wat betreft de burgerlijke operaties, onder de afkorting STC:Mob.
In 1989 werd Caeymaex in de erfelijke adelstand opgenomen met de persoonlijke titel van ridder.